# Jadranski naftovod
JANAF, acronimo di Jadranski naftovod, termine che in croato significa Oleodotto Adriatico è una azienda che si occupa della distribuzione del greggio in Croazia.
Il sistema di distribuzione dell'Oleodotto Adriatico consiste nel terminale di Castelmuschio sull'isola di Veglia, ed una rete di oleodotti lunga 759 km che penetra all'interno del territorio croato (gli oleodotti Omišalj-Sisak, Sisak-Virje-Gola, Virje-Lendava, Sisak-Slavonski Brod e Slavonski Brod-Sotin), partendo dal tratto sottomarino dell'oleodotto tra Castelmuschio e Urinj.
I principali azionisti sono 
- L'istituto di previdenza pensionistico croato 50.541%
- Il governo croato 21.726%
- INA - Industrija nafte 16%
- L'agenzia di stato croata per i depositi assicurativi 5.84%
- Altri azionisti 5.893%

## Progetto Družba-Adria
Esiste un progetto di connessione dell'Oleodotto Adriatico con l'oleodotto dell'Amicizia, il più grande al mondo. La connessione avverrebbe attraverso l'Ungheria e la Croazia fino a Sisak dove i due oleodoti andrebbero a connettersi. Il petrolio russo arriverebbe così direttamente al terminale di Omišalj in Adriatico.